# Jaunogre
Jaunogre (ros. Яуногре) – przystanek kolejowy w miejscowości Ogre, w gminie Ogre, na Łotwie. Położony jest na linii Ryga - Dyneburg.
Przystanek został otwarty w 1928 Początkowo nosił nazwę Ogre II. Obecna nazwa została nadana w 1932.